# Estel polar

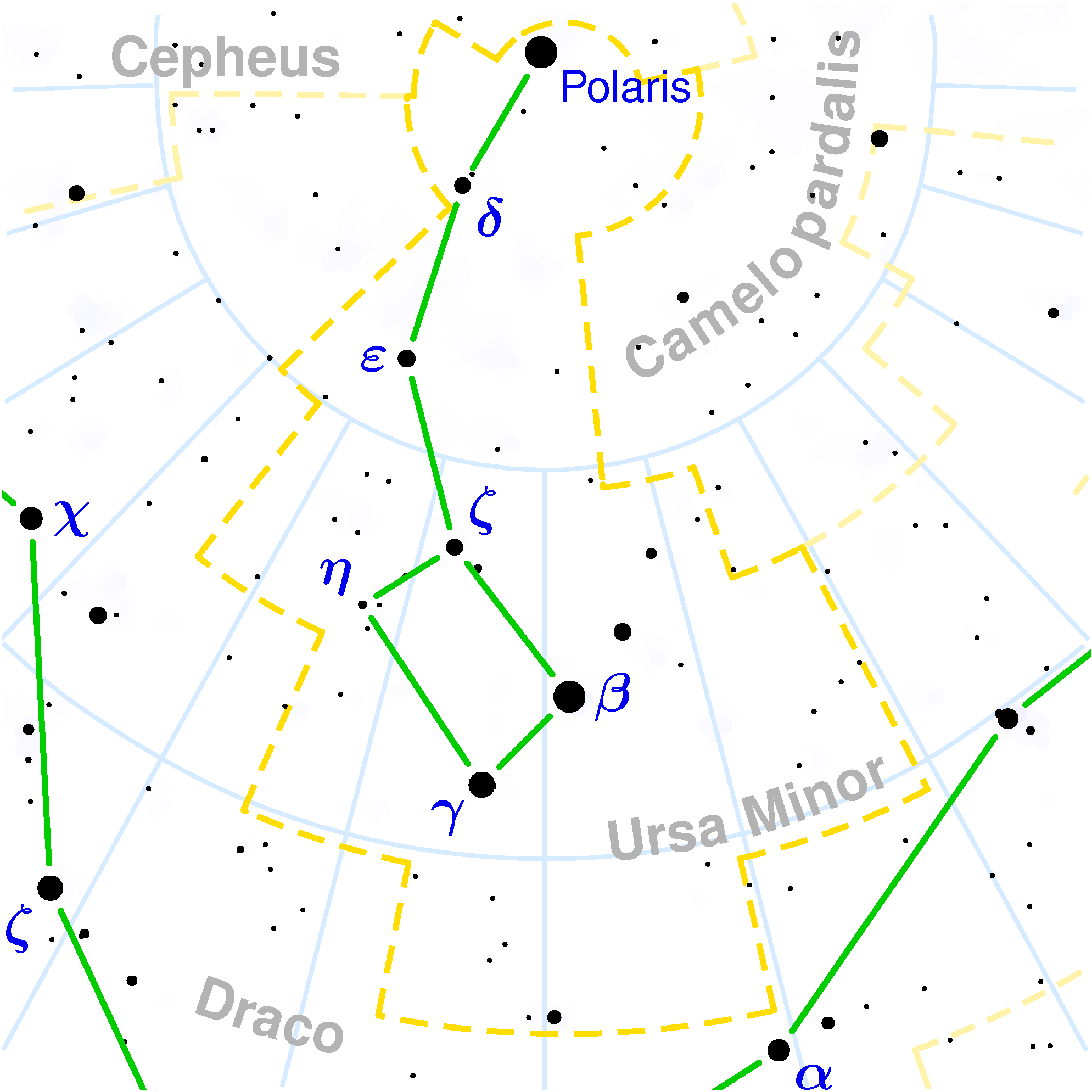
Mapa de l'Ossa Menor

S'anomena estel polar (o estela polar o estrella polar) a l'estel de magnitud significativa que té la posició aparent més pròxima al pol celeste, és a dir, que es troba alineat amb l'eix de rotació del cos celeste, de manera que vist des dels pols sud o nord d'aquest es troba just a sobre de l'observador. Actualment, aquesta posició a la Terra al pol nord l'ocupa l'Estel del Nord o Polaris Boreali', mentre que al pol sud no hi ha cap estel prou brillant en aquesta posició; l'estel més propinc visible a ull nu és la tènue Sigma de l'Octant, també coneguda com a Estel del Sud o Polaris Australis.
Una de les característiques dels estels polars és que mentre totes les esteles canvien llur posició aparent al cel durant la nit, és a dir, semblen que es moguin en el cel, els estels polars no canvien aparentment la posició al cel nocturn durant tota la nit, els percebem com a fixos. Això els fa especialment útils en la navegació celeste, representen un indicador fiable de la direcció del pol geogràfic, a més a més el seu angle d'elevació serveix per a determinar la latitud.
Per efecte de la precessió dels equinoccis, els pols celestes es desplacen en relació als estels tot fent un cercle imaginari en l'esfera celeste cada 26.000 anys i, en conseqüència, l'estel polar en cada hemisferi no és el mateix al llarg dels anys.

## En l'actualitat
Actualment, l'estel Polar en l'hemisferi Nord és {\displaystyle \alpha } de l'Ossa Menor, situada a l'extrem de la cua de l'Ossa Menor, per ser la més pròxima al pol, del que dista menys d'un grau. Encara se li anirà acostant més i l'any 2100 no distarà d'ell més de 28'. A partir d'aquest moment, el pol s'allunyarà d'aquest estel, el qual no tornarà a ser polar fins a uns 25.780 anys després.

## En el passat
La figura no té en compte la nutació. 2600 anys abans de la nostra era, l'estel més pròxim al pol Nord, o siga l'estel Polar d'aquella llunyana època, era Thuban, {\displaystyle \alpha } de la constel·lació del Dragó, de magnitud 3,6. Thuban va ser famós en Xina i l'antic Egipte, perquè els antics astrònoms xinesos el van inscriure en els seus annals de l'època de l'Emperador Groc, que va regnar 2.700 anys abans de la nostra era. Els egipcis, que fa més de cinquanta segles van construir les grans piràmides, van revelar posseir uns coneixements molt avançats a l'obrir unes galeries que permeten penetrar en el seu interior i observar des d'elles el pol Nord que llavors apuntava a l'{\displaystyle \alpha } del Dragó. Hui en dia, des de les galeries de les piràmides, si no estigueren obstruïdes, es podria observar el nostre estel polar, l'{\displaystyle \alpha } de l'Ossa Menor.
El pol va passar després entre l'estel {\displaystyle \beta } de l'Ossa Menor i el {\displaystyle \kappa } del Dragó. En esta època es va construir l'esfera celeste de Quiró, corresponent a l'època de l'expedició dels Argonautes, 1.200 anys abans de la nostra era. A partir de llavors, el pol es va anar aproximant cap al que actualment és l'estel Polar.
A principi de la nostra era, no hi havia cap estel brillant que indicara el lloc del pol. En l'obra Juli Cèsar, de William Shakespeare, el personatge principal diu: Però jo sóc constant com l'estel Polar que no té parió quant a estabilitat en el firmament. És clar que els versos de Shakespeare són un anacronisme perquè, en la seua època, {\displaystyle \alpha } de l'Ossa Menor era la Polar, però no en l'època de Juli Cèsar, quan el Pol Nord no apuntava a cap estel.
Cap a l'any 800, va passar prop d'un estel petit doble de la constel·lació de la Girafa.

## En el futur
L'estel Polar actual, de magnitud 2, és un dels més brillants que es troben en el camí que va recorrent el pol i per açò porta el títol des de fa més de mil anys. El podrà conservar fins prop de l'any 3500, any en el qual la trajectòria del pol passarà prop d'un estel de tercera magnitud, el {\displaystyle \gamma } de Cefeu. L'any 6000 estarà entre dos estels de tercera magnitud, el {\displaystyle \beta } i l'{\displaystyle \iota } de Cefeu; cap a l'any 7400 estarà prop del brillant estel de primera magnitud, {\displaystyle \gamma } del Cigne, i, cap a l'any 13.600, l'estel Polar serà el més brillant del cel boreal d'estiu, Vega {\displaystyle \alpha } de Lira, que conservarà esta primacia durant tres mil anys almenys. Esta serà la Polar de les futures generacions, com ja ho va ser fa catorze mil anys, en l'era glacial.

## Navegació astronòmica
Atès que l'estel Polar es troba pràcticament en el pol nord celeste, apareix al centre de les trajectòries circulars que semblen descriure les altres estrelles per efecte de la rotació terrestre.
Aquesta característica s'independitza del temps l'observació de les coordenades locals de l'estel Polar, sent l'altura sobre l'horitzó expressada en graus i minuts la latitud de l'observador. Per aconseguir exactitud s'ha de corregir aquesta observació, ja que l'estel Polar no es troba en termes teòrics exactament en el pol nord celeste.
La posició privilegiada en la volta celeste de l'estel Polar la converteix en una aliada del navegant que amb una simple observació pot verificar el rumb i determinar la latitud.

## En el pol sud
σ Octantis és a simple vista l'estel més propà al pol sud celeste, encara que això no és de gran ajuda, ja que la constel·lació de la Creu del Sud assenyala aproximadament aquest punt. A l'equador és possible veure Polaris i la Creu del Sud.

## Altres planetes
Cada planeta té un estel polar diferent segons els seus eixos de rotació.
- Alfa Pictoris al sud i Ómicron Draconis al nord de Mercuri.[4]
- Fi Draconis, la més propenca al sud de Venus.
- Delta Doradus, al sud de la Lluna.
- Kappa Velorum a 2n del sud, i -Sadr i Deneb-les dues estreles més brillants de Cygnus -, al nord de Mart.[5]
- Delta Octantis al sud de Saturn.
- Eta Ophiuchi al nord i 15 Orionis al sud d'Urà.
- El nord de Neptú es troba entre Gamma i Delta Cygni. Gamma Velorum és al sud.
- El nord de Plutó apunta a la constel·lació Delphinus.